# Liste der Biografien/Ala
Liste der Biografien |
Portal Biografien |
Personensuche
# |
A |
B |
C |
D |
E |
F |
G |
H |
I |
J |
K |
L |
M |
N |
O |
P |
Q |
R |
S |
T |
U |
V |
W |
X |
Y |
Z |
?
 
Aa |
Ab |
Ac |
Ad |
Ae |
Af |
Ag |
Ah |
Ai |
Aj |
Ak |
Al |
Am |
An |
Ao |
Ap |
Aq |
Ar |
As |
At |
Au |
Av |
Aw |
Ax |
Ay |
Az
 
Ala |
Alb |
Alc |
Ald |
Ale |
Alf |
Alg |
Alh |
Ali |
Alj |
Alk |
All |
Alm |
Aln |
Alo |
Alp |
Alq |
Alr |
Als |
Alt |
Alu |
Alv |
Alw |
Alx |
Aly |
Alz
Die Liste der Biografien führt alle Personen auf, die in der deutschsprachigen Wikipedia einen Artikel haben. Dieses ist eine Teilliste mit 416 Einträgen von Personen, deren Namen mit den Buchstaben „Ala“ beginnt.

## Ala
- Ala ad-Din Atsiz († 1156), choresmischer Schah
- Ala' ad-Din Aydekin, Mameluk, Statthalter von Aleppo
- Ala ad-Din Muhammad (1212–1255), Person des ismailitischen schiitischen Islam, Imam der Ismailiten
- Ala al-Saltaneh, Mohammad Ali Khan (1829–1918), Ministerpräsident Irans
- Ala ud-Din Khalji († 1316), Sultan von Delhi
- Âlâ, Efkan (* 1965), türkischer Politiker (AKP), Innenminister
- Ala, Hossein (1881–1964), iranischer PolitikerHossein Ala (1881–1964)

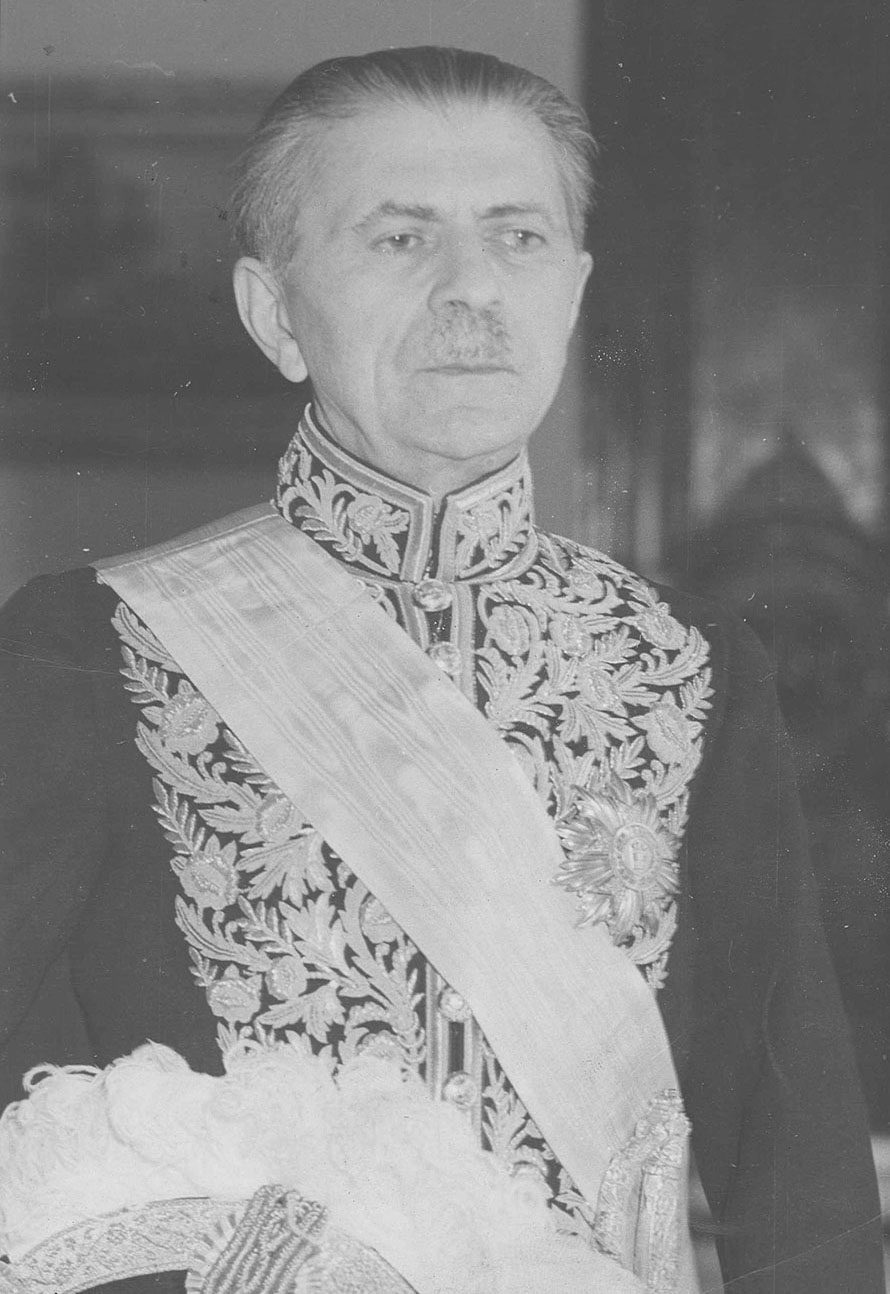
Hossein Ala (1881–1964)

- Ala, Selwyn Sese (1986–2015), vanuatuischer Fußballspieler
- Ala, Sergio (1915–1943), italienischer Komponist, Sänger und Pianist
- Ala, Siim (* 1987), estnischer Biathlet
- Ala-Huikku, Jarkko (* 1980), finnischer Ringer
- Ala-Myllymäki, Lauri (* 1997), finnischer Fußballspieler
- Ala-Pietilä, Pekka (* 1957), finnischer Manager und Unternehmer

### Alaa
- Alaa Hussein Ali (* 1949), kuwaitischer Politiker, Premierminister Kuwaits, Vizepremier Iraks
- Alaadeen, Ahmad (1934–2010), US-amerikanischer Jazz-Saxophonist und Musikpädagoge
- Alaaeldin, Ahmed (* 1993), katarisch-ägyptischer Fußballspieler

### Alab
- Alaba, David (* 1992), österreichischer Fußballspieler
- Alaba, George (* 1960), österreichischer Musiker nigerianischer Herkunft
- Alaba, Rose May (* 1994), österreichische Sängerin
- Alabali Radovan, Reem (* 1990), deutsche Politikerin (SPD), MdB, Bundesministerin für wirtschaftliche Zusammenarbeit und EntwicklungReem Alabali Radovan (* 1990)

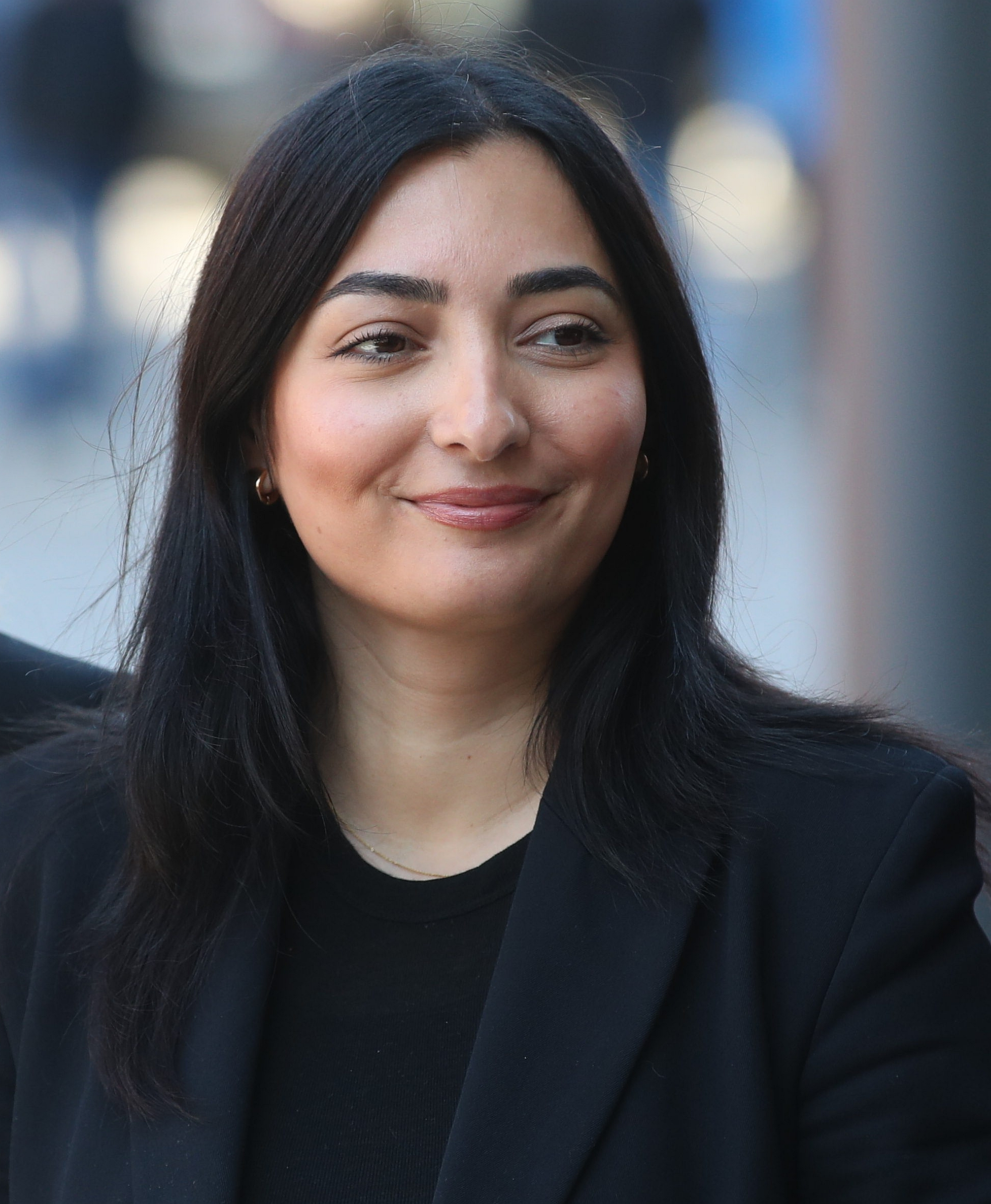
Reem Alabali Radovan (* 1990)

- Alabaster, Jack (1930–2024), neuseeländischer Cricketspieler
- Alabau, Magali (* 1945), kubanische Schauspielerin, Regisseurin und Dichterin
- Alabau, Marina (* 1985), spanische Windsurferin
- Alabed, Bana (* 2009), syrische Schülerin
- Alabert i Feliu, Maria Àngels (* 1937), katalanische Komponistin, Pianistin und Musikpädagogin
- Alabi, Daniel (* 1980), deutscher Fußballspieler
- Alabi, Samuel (* 2000), ghanaischer Fußballspieler
- Alabiso, Daniele, italienischer Filmeditor
- Alabiso, Enzo, italienischer Filmeditor
- Alabiso, Eugenio (* 1937), italienischer Filmeditor
- Alabor, Claudio (* 1985), liechtensteinischer Fussballspieler
- Alabora, Derya (* 1959), türkische Schauspielerin
- Alabuschew, Jan Eduardowitsch (* 2009), russischer Schauspieler

### Alac
- Alaca, Ali (* 1997), österreichischer Fußballspieler
- Alaca, Yaren (* 2003), türkische Schauspielerin und Influencerin
- Alachwerdijew, Arsen Schachlamasowitsch (* 1949), sowjetischer Ringer
- Alachwerdowi, Sachil (* 1999), georgischer Boxer
- Alacoque, Margareta Maria (1647–1690), französische Ordensschwester, Mystikerin und HeiligeMargareta Maria Alacoque (1647–1690)

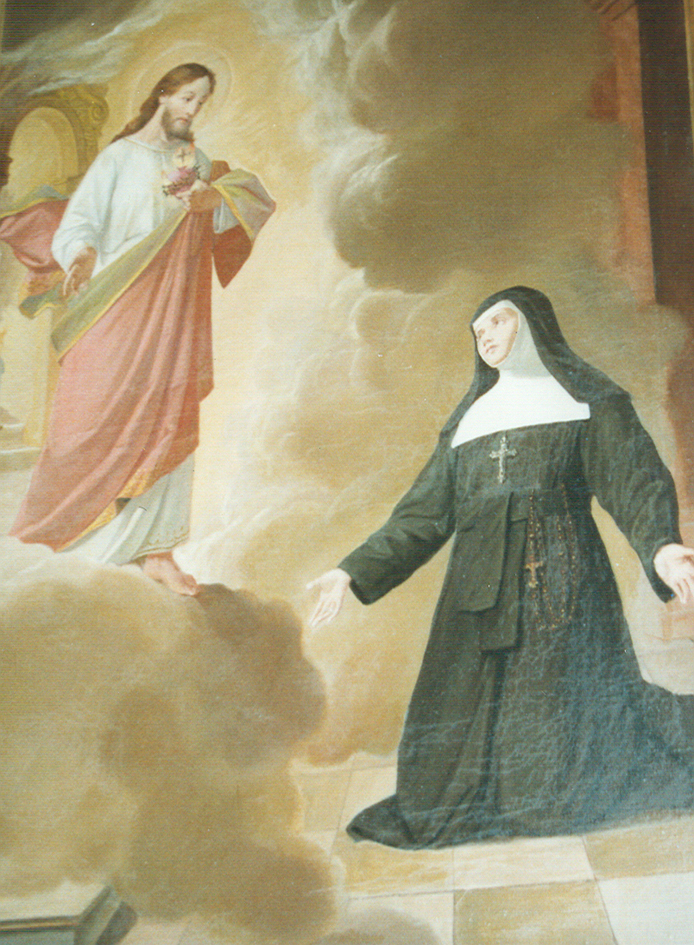
Margareta Maria Alacoque (1647–1690)

### Alad
- Aladag, Baris (* 1981), deutscher Filmregisseur, Filmproduzent, Autor, Songwriter, Musikproduzent und DJ
- Aladağ, Emin (* 1983), türkischer Fußballspieler
- Aladağ, Feo (* 1972), österreichische Schauspielerin, Regisseurin und Drehbuchautorin
- Aladağ, Nevin (* 1972), deutsche Installations- und Performancekünstlerin
- Aladağ, Züli (* 1968), deutscher Filmregisseur, Filmproduzent und Drehbuchautor
- Aladaschwili, Konstantin Georgijewitsch (* 1977), russischer Skeletonpilot
- Aladau, Mikalaj (1890–1972), belarussischer Komponist
- Alade, Yemi (* 1989), nigerianische AfroPop-Sängerin, Songwriterin, Schauspielerin und Aktivistin
- Aladefa, Taiwo (* 1971), nigerianische Hürdenläuferin
- Aladje (* 1993), portugiesischer Fußballspieler
- Aladjem, Mackenzie (* 2001), US-amerikanische Schauspielerin
- Aladji, Boni (* 1926), beninischer Politiker
- Aladji, Boni Mariam (* 1952), beninische Politikerin
- Aladjova-Kusznirczuk, Katrin (* 1971), bulgarisch-australische Schachspielerin und -funktionärin

### Alae
- Alaei, Daniel (* 1984), US-amerikanischer Pokerspieler
- Alaei, Nagmeh (* 1983), deutsch-iranische Schauspielerin
- Aláez, Jordi (* 1998), andorranischer Fußballspieler

### Alaf
- Alafaci, Eugenio (* 1990), italienischer Radrennfahrer
- Alafenisch, Salim (* 1948), israelisch-arabischer Schriftsteller
- Alafi, Peter (1936–2012), deutscher Jockey im Galopprennsport
- Alafouzos, Giannis (* 1957), griechischer Reeder und Fußballfunktionär
- Alafrantti, Päivi (* 1964), finnische Leichtathletin

### Alag
- Alaga, Gaja (1924–1988), kroatischer Physiker
- Alagh, Yoginder K. (1939–2022), indischer Politiker und Wirtschaftswissenschaftler
- Alaghband, Vahid (* 1952), iranischer Unternehmer
- Alagía, John, US-amerikanischer Musikproduzent
- Alagia, Tiziana (* 1973), italienische Marathonläuferin
- Alagić, Adis (* 1994), österreichisch-slowenischer Eishockeyspieler
- Alagich, Dianne (* 1979), australische Fußballspielerin
- Alagich, Richie (* 1973), australischer Fußballspieler
- Alagiri, M. K. (* 1951), indischer Politiker
- Alagna Foderá, Michele (1913–2002), italienischer Ordensgeistlicher, römisch-katholischer Bischof von São Gabriel da Cachoeira
- Alagna, Roberto (* 1963), französischer Opernsänger (Tenor) mit italienischer HerkunftRoberto Alagna (* 1963)

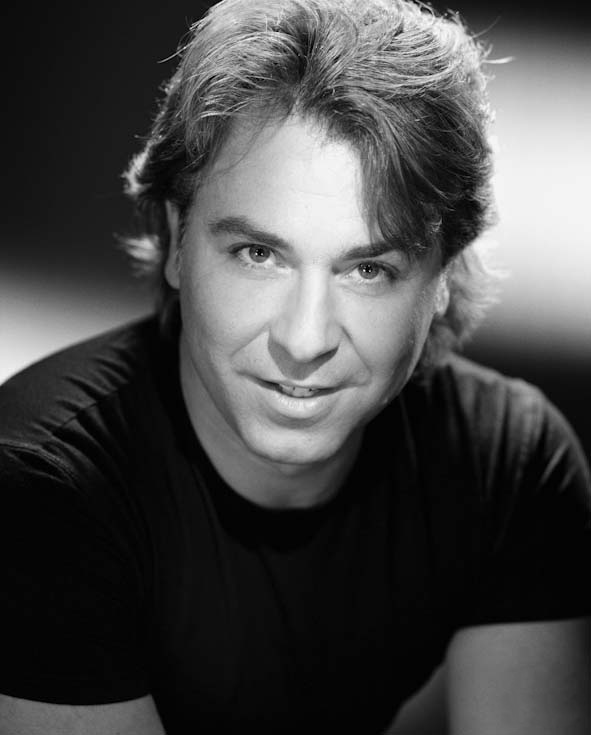
Roberto Alagna (* 1963)

- Alagno, Lucrezia d’ († 1479), Mätresse von König Alfons V. von Aragón
- Alagöz, Mehmet (* 1949), türkisch-deutscher Künstler
- Alagün, Ahmet (* 1958), deutscher Jurist, Richter des Verfassungsgerichtshofes Berlin

### Alah
- Alah-Djaba, Saleh (* 1950), tschadischer Leichtathlet
- Alahis, Dux von Trient und Brescia, Gegenkönig der Langobarden
- Alahuhta, Matti (* 1952), finnischer Manager
- Alaḫum, altassyrischer Kaufmann

### Alai
- Alai (* 1959), tibetisch-chinesischer Schriftsteller
- Alaïa, Azzedine (1940–2017), tunesischer Modeschöpfer
- Alaimo, Anthony A. (1920–2009), italienisch-amerikanischer Jurist
- Alaimo, Marc (* 1942), US-amerikanischer SchauspielerMarc Alaimo (* 1942)

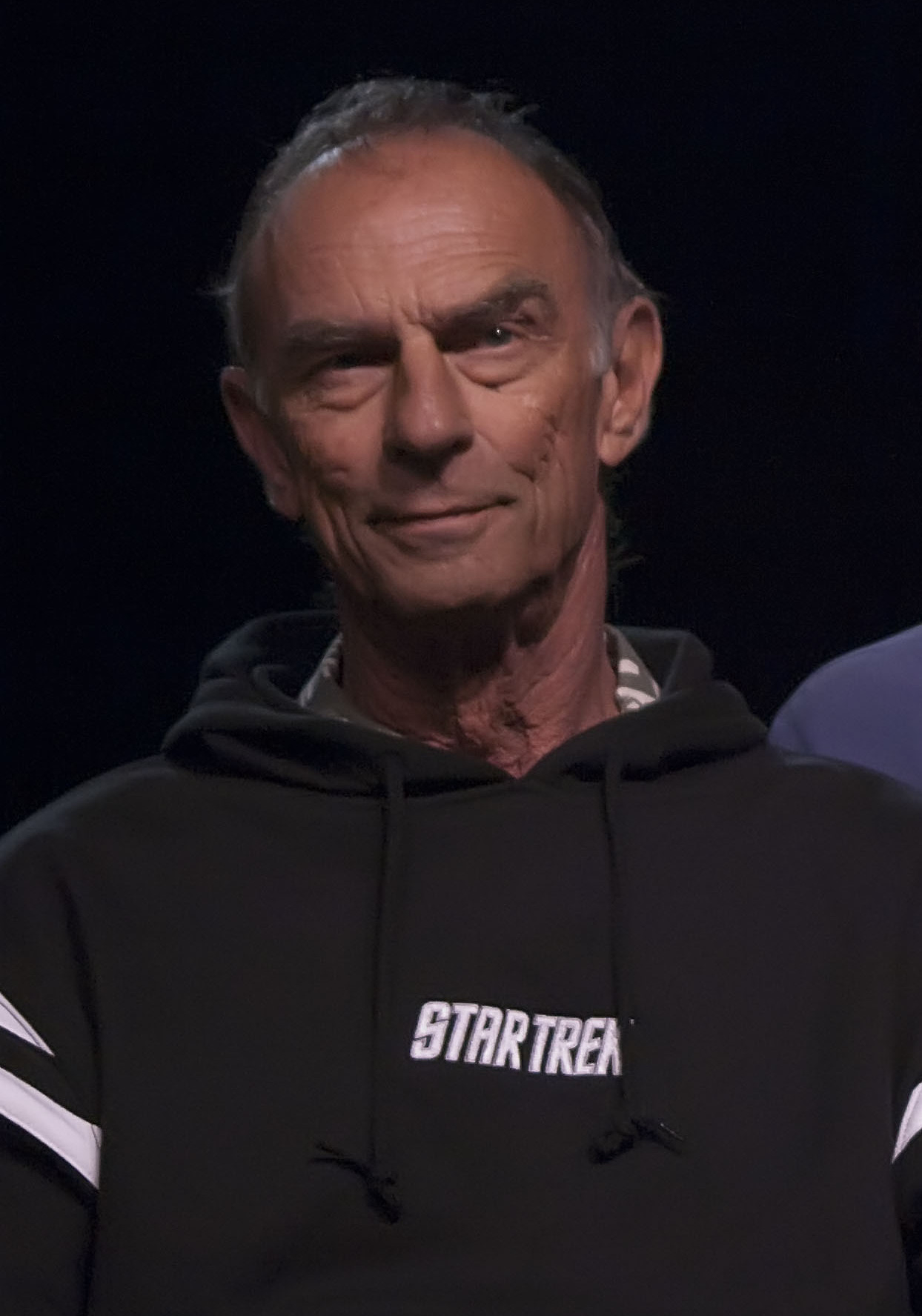
Marc Alaimo (* 1942)

- Alaimo, Steve (1939–2024), US-amerikanischer Popsänger und Schallplatten-Produzent
- Alain Canhiart († 1058), Graf von Cornouaille
- Alain de Bretagne, 1. Earl of Richmond († 1146), erster Earl of Richmond
- Alain de Dinan († 1197), Seneschall der Bretagne, Herr von Dinan
- Alain de Roucy († 1221), Ritter, Kreuzfahrer
- Alain der Rote, Baron von Richmond
- Alain I. († 907), bretonischer Fürst
- Alain II. († 952), Herzog der Bretagne
- Alain III. (997–1040), Herzog von Bretagne
- Alain IV. († 1119), Herzog von Bretagne, Graf von Nantes und Rennes
- Alain, Albert (1880–1971), französischer Organist und Komponist
- Alain, Jehan (1911–1940), französischer Organist und KomponistJehan Alain (1911–1940)

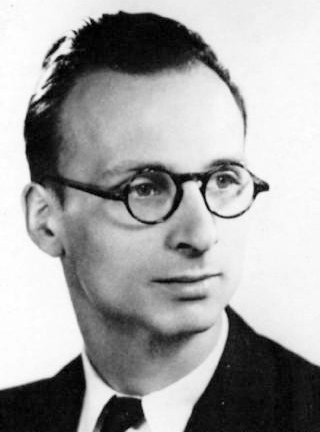
Jehan Alain (1911–1940)

- Alain, Marie-Claire (1926–2013), französische Organistin
- Alain, Olivier (1918–1994), französischer Organist, Pianist, Musikwissenschaftler und Komponist
- Alain, René (1921–1968), kanadischer Akkordeonist
- Alain-Fournier (1886–1914), französischer Schriftsteller
- Alaina, Lauren (* 1994), US-amerikanische Countrysängerin
- Alaïs, Alexie (* 1994), französische Speerwerferin
- Alaiyan, Halima (* 1948), deutsche Medizinerin
- Alaize, Jean-Baptiste (* 1991), französischer Leichtathlet

### Alaj
- Alaj, Sjarhej (1965–2021), belarussischer Hammerwerfer
- Alajbegović, Kerim (* 2007), bosnisch-deutscher Fußballspieler
- Alajkow, Wenelin (1933–2007), bulgarischer Schachkomponist
- Alajmo, Massimiliano (* 1974), italienischer Koch
- Alajmo, Roberto (* 1959), italienischer Schriftsteller
- Alajo, Adriana (* 2005), ecuadorianische Hürdenläuferin
- Alajouanine, Théophile (1890–1980), französischer Psychiater, Altmeister der französischen Psychiatrie
- Alajroush, Madeha (* 1955), saudi-arabische Fotografin, Feministin und Psychoanalytikerin

### Alak
- Alak, Can (* 1999), österreichischer Fußballspieler
- Alak, Julio (* 1958), argentinischer Politiker
- Ələkbərov, Vüqar (* 1981), aserbaidschanischer Boxer
- Ələkbərova, Şövkət (1922–1993), aserbaidschanische Sängerin
- Alakija, Danielle (* 1996), fidschianische Leichtathletin
- Alakija, Folorunsho (* 1951), nigerianische Milliardärin, Geschäftsfrau und Philanthropin
- Alakmak, Furkan (* 1991), niederländisch-türkischer Fußballspieler
- Alako, Mohammad Ishak, afghanischer Jurist
- Alakom, Rohat (* 1955), kurdischer Autor
- Alakoski, Anni (* 1997), finnische Skilangläuferin
- Alakoski, Susanna (* 1962), schwedenfinnische Sozialarbeiterin, Journalistin und Schriftstellerin
- Alakouch, Sofiane (* 1998), französisch-marokkanischer Fußballspieler
- Alaksandu, König von Wilusa
- Alakurt, Mehmet Âkif (* 1979), türkischer Schauspieler und Model
- Alakuş, Buket (* 1971), deutsche Filmregisseurin und Drehbuchautorin

### Alal
- Alaleona, Domenico (1881–1928), italienischer Komponist und Musikwissenschaftler
- Alalgar, König von Eridu
- Alaluf, Eli (* 1945), israelischer Politiker
- Alaluukas, Oliver (* 1984), deutscher Filmregisseur und Drehbuchautor
- Alaluusua, Juha-Matti (* 1985), finnischer Bahn- und Straßenradrennfahrer

### Alam
- Alam Aqamaddin, Hashim Jalilul (1825–1906), bruneiischer Sultan
- Alam, Asadollah (1919–1978), iranischer Premierminister
- Alam, Ebrahim (1881–1944), persischer Gouverneur
- Alam, Homayun (* 1980), Politik- und Kulturwissenschaftler, Soziologe, Schriftsteller, Filmemacher und Gründer des Instituts für Migration in Frankfurt am Main
- Alam, Jahanara (* 1993), bangladeschische Cricketspielerin
- Alam, Leena (* 1978), afghanische Schauspielerin und Menschenrechtlerin
- Alam, Leon (* 1996), deutscher Politiker (Bündnis 90/Die Grünen)
- Alam, Mohamed Mahbub (1972–2010), bangladeschischer Leichtathlet
- Alam, Naveed (1973–2021), pakistanischer Hockeyspieler
- Alam, Noor (1929–2003), pakistanischer Feldhockeyspieler
- Alam, Rumaan (* 1977), US-amerikanischer Autor
- Alam, Saiful (* 1968), bengalischer Sportschütze
- Alam, Shaheed (* 1998), singapurischer Tennisspieler
- Alam, Shahid (* 1952), deutscher Kalligraf und bildender Künstler
- Alama, Ragheb (* 1962), libanesischer SängerRagheb Alama (* 1962)

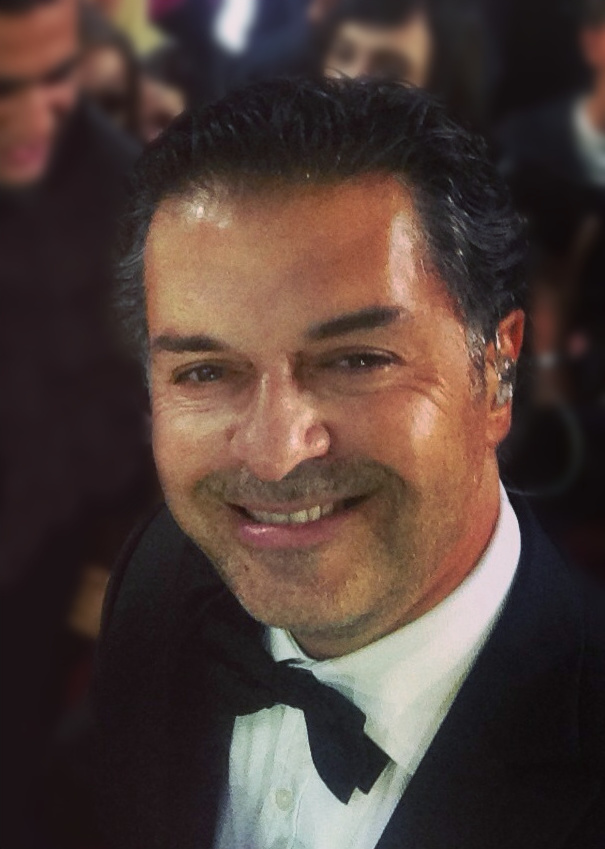
Ragheb Alama (* 1962)

- Alaman i Rodrigo, Agustí (1912–1994), valencianischer Komponist, Pianist und Chorleiter
- Alamán, Lucas (1792–1853), mexikanischer Politiker, Historiker
- Alamanni, Luigi (1495–1556), italienischer Dichter und Humanist
- Alambeigi, Sarvnaz (* 1978), iranische Dokumentarfilmerin, Produzentin, Malerin und Dichterin
- Alame, Haimro (* 1990), israelischer Leichtathlet
- Alame, Renee (* 2009), australische Tennisspielerin
- Alameda y Brea, Cirilo de (1781–1872), spanischer Kardinal und Erzbischof der römisch-katholischen Kirche
- Alameddine, Rabih (* 1959), libanesisch-amerikanischer Maler und Schriftsteller
- Alametsä, Alviina (* 1992), finnische Politikerin, MdEP
- Alamgir II. (1699–1759), indischer Großmogul
- Alami, Karim (* 1973), marokkanischer Tennisspieler
- Alami, Musa (1897–1984), palästinensischer Nationalist und Politiker
- Alami, Salomo († 1420), spanischer jüdischer Moralist
- Alamian, Nima (* 1992), iranischer Tischtennisspieler
- Alamian, Noshad (* 1991), iranischer Tischtennisspieler
- Alamieyeseigha, Diepreye (1952–2015), nigerianischer Politiker
- Alamija, Gennadi (* 1949), abchasischer Politiker, Dichter und Dramatiker
- Alamilla Arteaga, Genaro (1914–2004), mexikanischer Geistlicher und römisch-katholischer Bischof von Papantla
- Alaminos, Antón de, spanischer Steuermann und Entdecker
- Alamire, Petrus († 1536), deutscher Notenkopist, Musikalienhändler, Sänger und Komponist
- Alamirew, Yenew (* 1990), äthiopischer Langstreckenläufer
- AlAmmar, Layla, kuwaitische Schriftstellerin
- Álamo, Bryant (* 2003), venezolanischer Sprinter
- Álamo, Lázaro del († 1570), spanischer Komponist der Renaissance
- Álamo, Liudmila (* 1974), kubanische kommunistische Politikerin
- Alamo, Susan (1925–1982), US-amerikanische Evangelistin und Predigerin der Pfingstbewegung
- Alamommo, Andreas (* 1998), finnischer Skispringer
- Alamón, Gustavo (1935–2020), uruguayischer Maler und Grafiker
- Álamos Barros, Luis (1893–1960), chilenischer Politiker, Abgeordneter, Senator und Minister
- Álamos, Luis (1923–1983), chilenischer Fußballspieler und -trainer
- Álamos, Pedro (* 2002), chilenischer Hochspringer

### Alan
- Alan († 1262), Bischof von Argyll
- Alan (* 1979), brasilianischer Fußballspieler
- Alan (* 1989), brasilianischer FußballspielerAlan (* 1989)

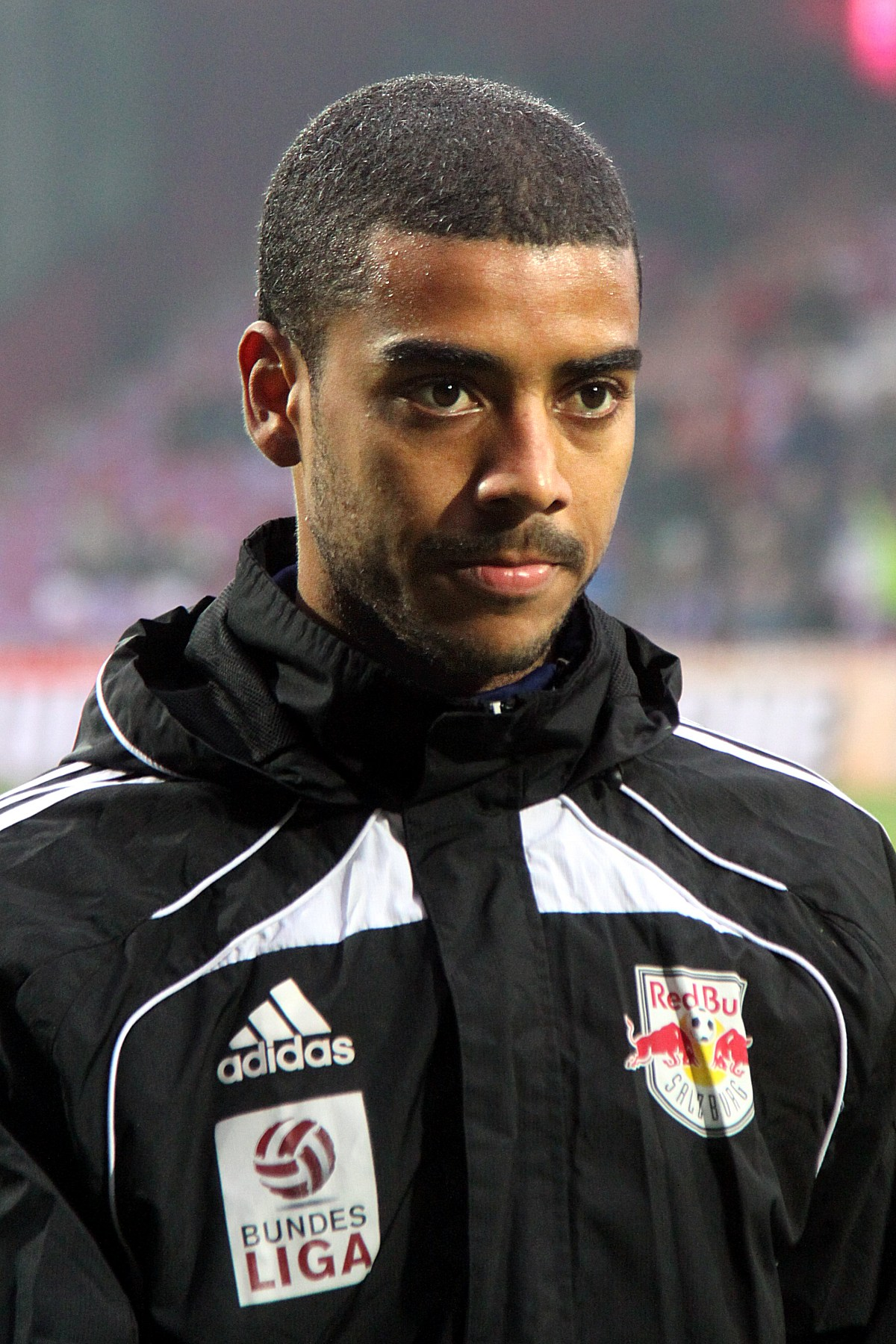
Alan (* 1989)

- Alan Durward († 1275), schottischer Magnat
- Alan fitz Walter, 2. High Steward of Scotland († 1204), schottischer Adliger
- Alan Fitzcount, schottischer Adliger und Pirat
- Alan Kardec (* 1989), brasilianischer Fußballspieler
- Alan of Galloway († 1321), schottischer Geistlicher
- Alan of Garmoran, schottischer Adliger
- Alan Patrick (* 1991), brasilianischer Fußballspieler
- Alan von Auxerre († 1185), Zisterzienserabt und Biograph Bernhards von Clairvaux
- Alan von Walsingham, englischer Architekt
- Alan, Ali Rıza (* 1947), türkischer Ringer und Weltmeister
- Alan, İbrahim (* 1994), türkischer Fußballspieler
- Alan, Josef (* 1938), tschechoslowakischer Soziologe
- Alan, Lord of Galloway, schottischer Magnat
- Alan, Lori (* 1966), US-amerikanische Schauspielerin
- Alana (* 1984), deutsche Zauberkünstlerin
- Alanam, Omar Khir (* 1991), syrischer Autor und Poetry-SlammerOmar Khir Alanam (* 1991)

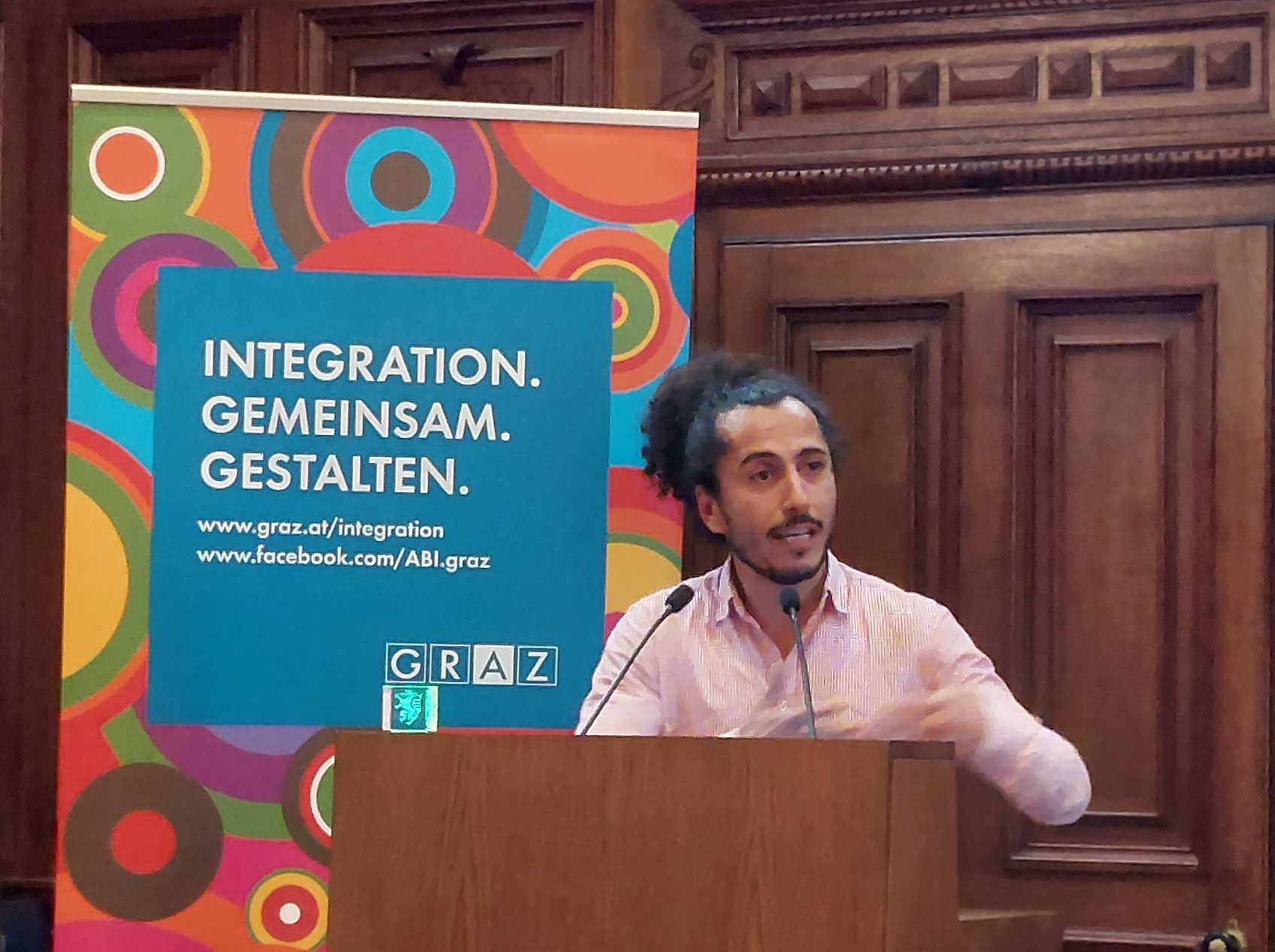
Omar Khir Alanam (* 1991)

- Alancourt, Arsène (1892–1965), französischer Radrennfahrer
- Aland, Barbara (1937–2024), deutsche evangelische Theologin
- Aland, Kurt (1915–1994), deutscher Theologe und Professor für Neutestamentliche Einleitungswissenschaft und Kirchengeschichte
- Alander, Christian (1660–1704), schwedischer Philosoph und Musikschriftsteller
- Alander, Maria Isabel (* 1967), finnlandschwedische Schriftstellerin
- Alander, Rudolf (1851–1927), deutscher Politiker (NLP, DVP)
- Ålander, Stefan (* 1983), schwedischer Fußballspieler
- Alandh, Lissi (1930–2008), schwedische Revuedarstellerin, Filmschauspielerin und Sängerin
- Alane, Bernard (* 1948), französischer Schauspieler
- Alanen, Anni-Linnea (* 2002), finnische Speerwerferin
- Alanen, Emmi (* 1991), finnische Fußballspielerin
- Alanen, Lilli (1941–2021), finnische Philosophin und Hochschullehrerin
- Alanen, Yrjö Olavi (1927–2022), finnischer Psychiater, Neurologe, systemischer Familientherapeut und Psychoanalytiker
- Alanes, Amelita (* 1952), philippinische Leichtathletin
- Alangimattathil, Abraham (1933–1997), indischer Ordensgeistlicher, Bischof von Kohima
- Alani, Abdel Ghani (* 1937), irakischer Kalligraf und Hochschullehrer
- Alanís, Oswaldo (* 1989), mexikanischer Fußballspieler
- Alaníz, Martín (* 1993), uruguayischer Fußballspieler
- Alaníz, Rodrigo (* 1992), uruguayischer Fußballspieler
- Alankamony, Anaka (* 1994), indische Squashspielerin
- Alanko, Kaisa (* 1993), finnische Volleyball-Nationalspielerin
- Alanko, Petri (* 1963), finnischer Flötist
- Alanko, Rami (* 1975), finnischer Eishockeyspieler
- Alanko, Samu (* 1998), finnischer Fußballspieler
- Alanoca Tinta, María (* 1960), bolivianische Politikerin, Mitglied des Abgeordnetenhauses
- Alanov, Eugen (* 1995), deutsch-russischer Eishockeyspieler
- Alanson, Craig (* 1962), US-amerikanischer Schriftsteller
- Alanson, Mazhar (* 1950), türkischer Popmusiker, Mitglied der Band MFÖ und Schauspieler
- Alantalli, König des hethitischen Vasallenstaats Mira
- Alanus ab Insulis († 1202), französischer Zisterziensermönch und AutorAlanus ab Insulis († 1202)

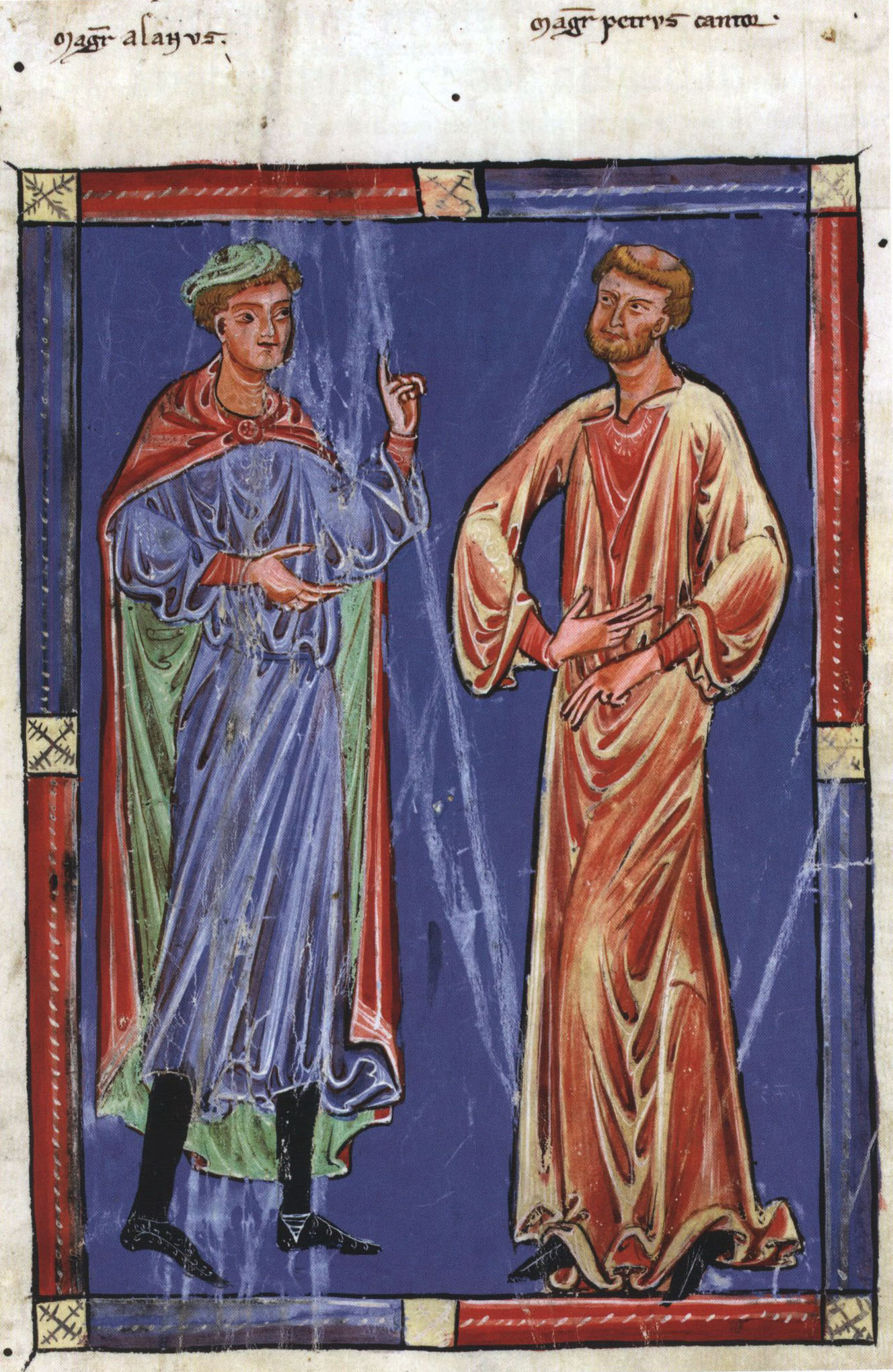
Alanus ab Insulis († 1202)

- Alanus de Rupe, Dominikaner, Verbreiter der Rosenkranz-Frömmigkeit
- Alanyalı, Feriştah, türkische Klassische Archäologin
- Alanyalı, Hüseyin Sabri (* 1965), türkischer Klassischer Archäologe
- Alanyalı, Iris (* 1969), deutsche Journalistin und Schriftstellerin
- Alanzinho (* 1983), brasilianischer Fußballspieler

### Alao
- Alao, Ibiyinka (* 1975), nigerianischer Künstler
- Alao, Sadikou Ayo (* 1943), beninischer Anwalt
- Alaoglu, Leonidas (1914–1981), kanadischer Mathematiker
- Alaoui M'Daghri, Abdelkébir (1942–2017), marokkanischer Jurist, Politiker, Autor und islamischer Gelehrter
- Alaoui Moulay Zine (* 1942), marokkanischer Diplomat
- Alaoui Selsouli, Mariem (* 1984), marokkanische Mittel- und Langstreckenläuferin
- Alaoui, Abla (* 1990), deutsch-marokkanische Schauspielerin und Sängerin
- Alaoui, Fatima Zahra el- (* 1998), marokkanische Hochspringerin
- Alaoui, Leila (1982–2016), französisch-marokkanische Fotografin und Videokünstlerin
- Alaoui, Morjana, marokkanische Schauspielerin
- Alaoui, Moulay Ali (1924–1988), marokkanischer Diplomat
- Alaoui, Moulay Mustapha Belarbi (1923–2007), marokkanischer Politiker und Diplomat
- Alaoui, Sanâa, marokkanische Schauspielerin
- Alaoui, Sayed Abbas al (* 1984), Leichtathlet aus den Vereinigten Arabischen Emiraten
- Alaoui, Sofia (* 1990), französisch-marokkanische Filmregisseurin und Drehbuchautorin
- Alaoui, Zohour (* 1965), marokkanische Botschafterin
- Alaows, Tareq, deutscher Migrationsaktivist syrischer Herkunft

### Alap
- Alaphilippe, Julian (* 1992), französischer RadrennfahrerJulian Alaphilippe (* 1992)

Julian Alaphilippe (* 1992)

- Alapić, Gašpar († 1584), kroatischer Feldherr, Ban von Kroatien
- Alapin, Simon Sinowjewitsch (1856–1923), russischer Schachspieler
- Alapini-Gansou, Reine (* 1956), beninische Juristin und Richterin am Internationalen Strafgerichtshof
- Alapold († 1013), Benediktinerabt
- Alappat, Joy (* 1956), indischer Geistlicher, syro-malabarischer Bischof der Eparchie Saint Thomas the Apostle of Chicago
- Alappatt, Paul (* 1962), indischer Geistlicher und Bischof von Ramanathapuram
- Alapuro, Risto (1944–2022), finnischer Soziologe

### Alar
- Alar, Deni (* 1990), österreichischer Fußballspieler
- Alara, nubischer König
- Alarcão, Filipe (* 1963), portugiesischer Produktdesigner
- Alarco de Dammert, Juana (1842–1932), peruanische Erzieherin und Philanthropin
- Alarco Larrabure, Rosa (1911–1980), peruanische Musikwissenschaftlerin, Komponistin und Chorleiterin
- Alarcón Collignon, Jorge (* 1950), mexikanischer Unternehmer und Funktionär
- Alarcón Gómez, José Antonio (* 1965), peruanischer Ordensgeistlicher, römisch-katholischer Bischof von Huaraz
- Alarcón Urrutia, Richard Daniel (* 1952), peruanischer Geistlicher, Erzbischof von Cuzco
- Alarcón, Ángel (* 2004), spanischer Fußballspieler
- Alarcón, Armando (* 1955), chilenischer Fußballspieler
- Alarcón, Daniel (* 1977), US-amerikanischer Schriftsteller
- Alarcón, Fabián (* 1947), ecuadorianischer Anwalt und Politiker
- Alarcón, Francisco (* 1990), chilenischer Fußballspieler
- Alarcón, Hernando de, neuspanischer Entdecker
- Alarcón, Honorio (1859–1920), kolumbianischer Pianist und Musikpädagoge
- Alarcón, Hugo (1993–2019), chilenischer Fußballspieler
- Alarcón, Joel (* 1981), peruanischer Fußballschiedsrichter
- Alarcón, Jorge (* 1969), mexikanischer Schwimmer
- Alarcón, José (* 1988), venezolanischer Radrennfahrer
- Alarcón, Lucas (* 2000), chilenischer Fußballspieler
- Alarcón, Pedro Antonio de (1833–1891), spanischer Schriftsteller des Realismus
- Alarçón, Rafael (* 1977), brasilianischer Squashspieler
- Alarcón, Raúl (* 1986), spanischer Radrennfahrer
- Alarcon, Rex Andrew (* 1970), philippinischer Geistlicher, römisch-katholischer Erzbischof von Caceres
- Alarcón, Ricardo (1914–1988), argentinischer Fußballspieler
- Alarcón, Ricardo (1937–2022), kubanischer Politiker
- Alarcón, Rolando (1929–1973), chilenischer Sänger und Komponist
- Alarcón, Tomás (* 1999), chilenischer Fußballspieler
- Alarcón, Williams (* 2000), chilenischer Fußballspieler
- Alarcos Llorach, Emilio (1922–1998), spanischer Hispanist und Sprachwissenschaftler
- Alard, Benjamin (* 1985), französischer Cembalist und Organist
- Alard, Franz († 1578), lutherischer Prediger
- Alard, Jean-Delphin (1815–1888), französischer Violinist und Komponist
- Alard, Nelly (* 1960), französische Schauspielerin und Schriftstellerin
- Alard, Nikolaus (1644–1699), deutscher lutherischer Theologe
- Alard, Wilhelm (1572–1645), Lyriker, Verfasser von Predigtsammlungen und Kirchenliedkomponist
- Alardo, Giuseppe († 1944), Ordensgeistlicher, Abtordinarius der Benediktinerabtei St. Mauritius und St. Maurus in Clerf
- Alardus († 1087), Heiliger
- Alardus von Amsterdam (1491–1544), niederländischer humanistischer Gelehrter
- Alardus von Burgdorf, deutscher Hofbeamter
- Alardus, Christian Heinrich (1789–1866), deutscher Kaufmann und Hamburger Senator
- Alardus, Lambert (1602–1672), deutscher lutherischer Theologe
- Alardus, Lambert (* 1671), deutscher Pastor
- Alardus, Matthias Andreas (1715–1772), deutscher Diplomat, Freimaurer und Autor
- Alardus, Nicolaus (1683–1756), deutscher evangelisch-lutherischer Geistlicher
- Alareer, Refaat (1979–2023), palästinensischer Lyriker, Schriftsteller, Essayist, Aktivist und Hochschullehrer
- Alari Bonacolsi, Pier Jacopo (1460–1528), italienischer Bildhauer
- Alari, Nadine (1927–2016), französische Schauspielerin und Autorin
- Alarich I. († 410), erster König der Visigoten
- Alarich II. († 507), König der WestgotenAlarich II. († 507)

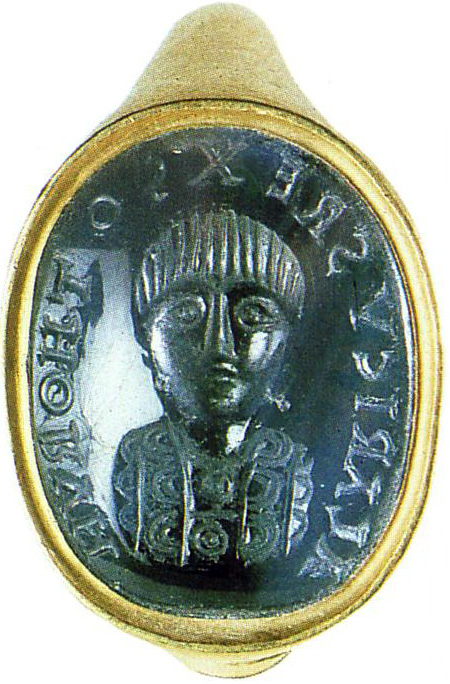
Alarich II. († 507)

- Alarie, Donald (* 1945), kanadischer Autor und Lehrer
- Alarie, Pierrette (1921–2011), kanadische Opernsängerin (Sopran) und Gesangspädagogin
- Alariesto, Andreas (1900–1989), finnischer Maler
- Alarik, Jonas (* 1976), schwedischer Kameramann
- Alario, Lucas (* 1992), argentinischer FußballspielerLucas Alario (* 1992)

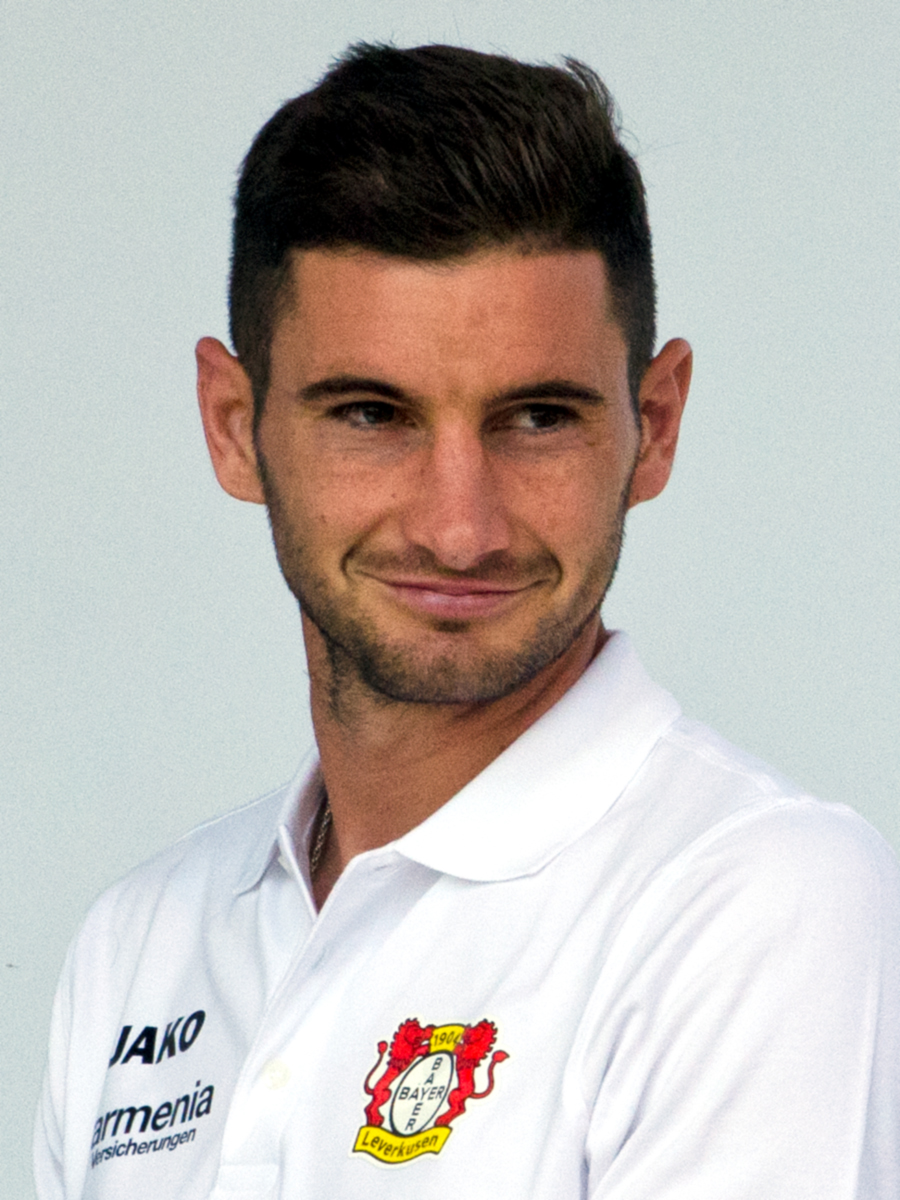
Lucas Alario (* 1992)

- Alarm, Marlyn (* 1993), US-amerikanische Singer-Songwriterin
- Alarma i Tastàs, Salvador (1870–1941), katalanischer Bühnenbildner und Dekorateur
- Alarslan, Dilayla (* 2007), deutsche Handballspielerin
- Alary, Jules (1814–1891), italienisch-französischer Flötist, Komponist und Musikpädagoge
- Alary, Pierre-Joseph (1689–1770), französischer Geistlicher, Literat
- Alarza, David (* 1977), spanischer Judoka
- Alarza, Fernando (* 1991), spanischer Triathlet

### Alas
- Alas Alfaro, Eduardo (1930–2020), salvadorianischer Geistlicher, römisch-katholischer Bischof von Chalatenango
- Alàs Jové, Anna (* 1980), spanische Opernsängerin (Mezzosopran)
- Alas Mínguez, Leopoldo (1962–2008), spanischer Schriftsteller
- Alas, Leopoldo (1852–1901), spanischer Schriftsteller
- Alasaari, Juho (* 2003), finnischer Stabhochspringer
- Alasadi, Mey (* 1972), deutsche Karateka
- Alasalvaroglu, Fatih (* 1976), deutscher Künstler und Schauspieler
- Ələsgərli, Bəxtiyar (* 2000), aserbaidschanischer Mittelstreckenläufer
- Ələsgərov, Murtuz (1928–2012), aserbaidschanischer Rechtswissenschaftler, Hochschullehrer und Politiker
- Ələsgərov, Süleyman (1924–2000), aserbaidschanischer Komponist, Dirigent und Musikpädagoge
- Alashe, Fatai (* 1993), US-amerikanischer Fußballspieler
- Alashi, Jalal E. A. (* 1969), libyscher Diplomat
- Alaskey, Joe (1952–2016), US-amerikanischer Schauspieler und Synchronsprecher
- Alassane Dji Bo, Abdou (* 1979), nigrischer Judoka
- Alassane, Ismaël (* 1984), nigrischer Fußballspieler
- Alassane, Moustapha (1942–2015), nigrischer Filmregisseur
- Alassane, Sameer (* 2000), malisch-singapurischer Fußballspieler
- Alassane-Ousséni, Issa (* 1961), beninischer Sprinter
- Alassania, Giuli (* 1946), georgische Historikerin
- Alassania, Irakli (* 1973), georgischer Politiker und Diplomat
- Alassio, Serafino (1836–1915), italienischer Komponist, Organist und Mandolinist
- Alastair, 2. Duke of Connaught and Strathearn (1914–1943), britischer HochadligerAlastair, 2. Duke of Connaught and Strathearn (1914–1943)

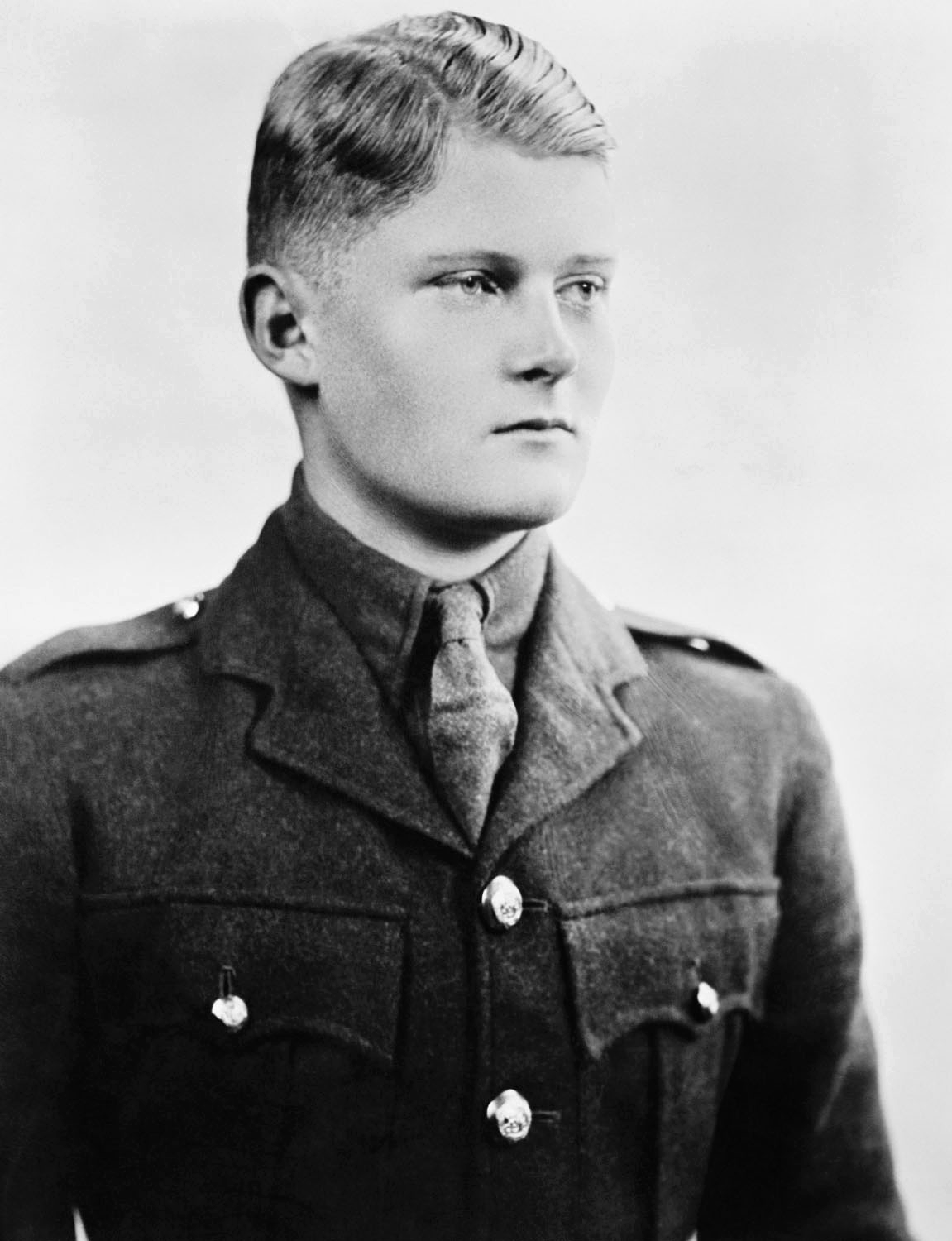
Alastair, 2. Duke of Connaught and Strathearn (1914–1943)

- Alasya, Evrim (* 1979), türkische Schauspielerin
- Alasya, Zeki (1943–2015), türkischer Schauspieler, Theaterdarsteller, Filmregisseur und Drehbuchautor

### Alat
- Alatalo, Matti (* 1958), finnischer Eishockeytrainer
- Alatalo, Matti (* 1995), finnischer Volleyballtrainer und -spieler
- Alatalo, Mika (* 1971), finnischer Eishockeyspieler und -trainer
- Alatalo, Santeri (* 1990), schweizerisch-finnischer Eishockeyspieler
- Alatalo, Toimi (1929–2014), finnischer Skilangläufer
- Alatas, Ali (1932–2008), indonesischer Politiker
- Alatas, Syed Hussein (1928–2007), malaysischer Sozialwissenschaftler und Politiker
- Alatise, Peju (* 1975), nigerianische Künstlerin, Dichterin und Schriftstellerin
- Alatlı, Alev (1944–2024), türkische Wirtschaftswissenschaftlerin, Philosophin, Kolumnistin und Bestsellerautorin
- Alatoa, Janice (* 1988), vanuatuische Leichtathletin
- Alatorre, Antonio (1922–2010), mexikanischer Schriftsteller
- Alatorre, Daniela (* 1979), mexikanisch-US-amerikanische Filmproduzentin
- Alatorre, Irineo, mexikanischer Fußballspieler
- Alatorre, Miguel, mexikanischer Fußballspieler
- Alatorre, Roberto, mexikanischer Fußballspieler
- Alatorzew, Wladimir Alexejewitsch (1909–1987), sowjetischer Schachspieler, -trainer und -funktionär
- Alatri, Giovanna (* 1931), italienische Autorin, Lehrerin, Pädagogin und Literaturwissenschaftlerin
- Alattschaninow, Andrei Ignatjewitsch (1700–1766), russischer Schiffbauer

### Alau
- Alauddin, Gogi (* 1951), pakistanischer Squashspieler
- Alaudinow, Apti Aronowitsch (* 1973), russischer GeneralmajorApti Aronowitsch Alaudinow (* 1973)

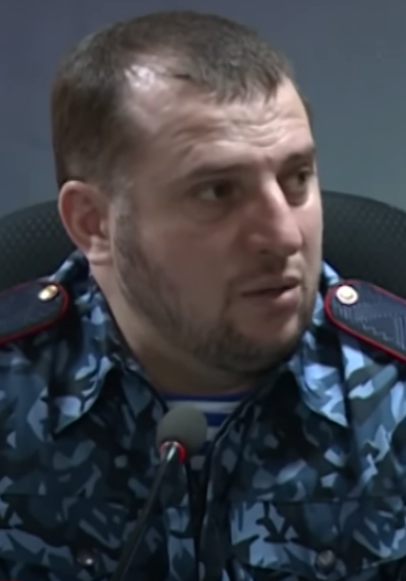
Apti Aronowitsch Alaudinow (* 1973)

- Alaungpaya (1714–1760), birmanischer König und Begründer der Konbaung-Dynastie
- Alaungsithu († 1167), König von Bagan
- Alaupović, Marko (1885–1979), katholischer Geistlicher, Erzbischof von Vrhbosna
- Alaux, Gustave (1887–1965), französischer Maler, Illustrator, Graveur und Dekorateur
- Alaux, Jean (1786–1864), französischer Maler
- Alaux, Jean (* 1954), französischer Gräzist
- Alauzet, Éric (* 1958), französischer Politiker, Mitglied der Nationalversammlung

### Alav
- Álava y Nureña, Francisco de, spanischer Soldat und Gouverneur von Chile
- Álava, Juan de (1480–1537), spanischer Architekt
- Álava, Miguel Ricardo de (1771–1843), spanischer General und Diplomat
- Alavaara, Jan-Axel (* 1975), schwedischer Eishockeyspieler, -trainer, -funktionär und -scout
- Alavainu, Ave (* 1942), estnische Dichterin und Schriftstellerin
- Alavanos, Alekos (* 1950), griechischer Politiker, MdEP
- Alavedra i Comas, Montserrat (1945–1991), katalanische Sopranistin und Musikpädagogin
- Alavedra i Segurañas, Joan (1896–1981), katalanischer Schriftsteller, Dichter, Journalist und Übersetzer
- Alavedra, Albert (* 1999), andorranischer Fußballspieler
- Alavi Kia, Mandana (* 1962), iranisch-deutsche Performancekünstlerin
- Alavi, Abass (* 1938), iranisch-US-amerikanischer Mediziner
- Alavi, Ali (* 1966), britischer Chemiker
- Alavi, Bozorg (1904–1997), iranischer Schriftsteller und Literaturwissenschaftler
- Alavi, Kani (* 1955), deutsch-iranischer Künstler
- Alavi, Patrick (* 1982), deutscher House-DJ und Produzent
- Alavi, Sascha (* 1984), deutscher Vertriebs- und Marketingforscher
- Alavi, Souzan (* 1978), deutsch-iranische Schauspielerin, Sängerin und Tänzerin
- Alavian, Alireza (* 1979), iranischer Filmtonmeister und Sound Designer
- Alavikia, Hassan (1912–2013), iranischer General während der Pahlavi-Dynastie
- Alaviv, Herrscher der Terwingen an der unteren Donau
- Alavoine, Jean (1888–1943), französischer RadsportlerJean Alavoine (1888–1943)

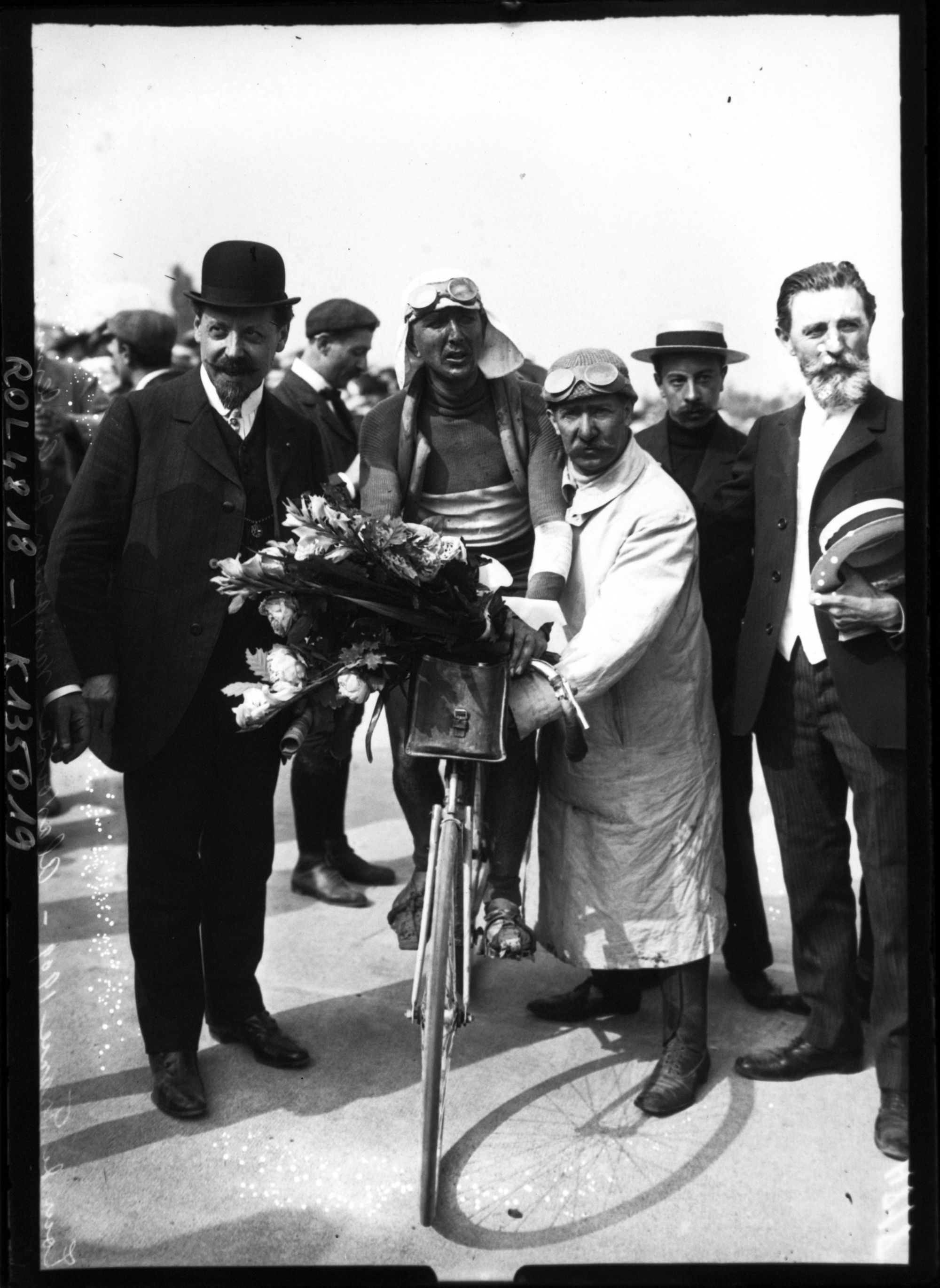
Jean Alavoine (1888–1943)

### Alaw
- Alawerdjan, Ellada (* 2000), armenische Leichtathletin
- Alawerdjan, Stepan (1888–1920), armenischer Revolutionär
- Alawi, Ahmad al- (1874–1934), Mystiker, Gründer des Sufiordens Alawiyya-Darqawiyya-Schadhiliyya
- Alawi, Arshad al- (* 2000), omanischer Fußballspieler
- Alawi, Louay Omar Mohammed (* 1979), irakischer Arzt und radikaler Islamist und Serienmörder
- Alawi, Mahmud (* 1954), iranischer Geistlicher und Politiker
- Alawi, Mazoon al- (* 1997), omanische Sprinterin
- Alawi, Rabia al- (* 1995), omanischer Fußballspieler
- Alawi, Salem al- (* 1972), saudi-arabischer Fußballspieler
- Alawi, Taha (* 1986), bahrainischer Straßenradrennfahrer
- Alawich I. († 958), Abt des Klosters Reichenau (934–958)
- Alawich II. († 1001), Abt des Klosters Reichenau
- Alawiye, Imran Hamza (* 1954), nigerianisch-britischer Arabist, Pädagoge, Islamwissenschaftler und Autor
- Alawkin, Arseni Nailewitsch (* 1969), russischer Schachgroßmeister
- Alawwad, Awwad (* 1972), saudischer Diplomat und Zensurminister

### Alay
- Alaya (* 1993), venezolanische Sängerin, Komponistin, Performerin und Schauspielerin
- Alayan, Alex (* 1985), uruguayischer Gewichtheber
- Alayes, Agustín (* 1978), argentinischer Fußballspieler
- Alayo Moliner, Jorge Luis (* 2001), kubanischer Beachvolleyballspieler
- Alayón, Giraldo (* 1946), kubanischer Biologe
- Alayrangues, Michèle (* 1947), französische Sprinterin
- Alayu, Baytula (* 2005), äthiopische Sprinterin

### Alaz
- Alazar, Kouflu (* 1931), äthiopischer Radrennfahrer
- Alazard, Jean (1887–1960), französischer Kunsthistoriker
- Alazraki, Robert (* 1944), französischer Kameramann
- Alazraqui, Carlos (* 1962), US-amerikanischer Schauspieler und Synchronsprecher
- Alazraqui, Rylee (* 2011), US-amerikanische Schauspielerin und Synchronsprecherin